# Château des Montalets
Pour les articles homonymes, voir Montalet et Château de Montalet.
Ne doit pas être confondu avec Château des Montalais ou Hôtel des Montalais.

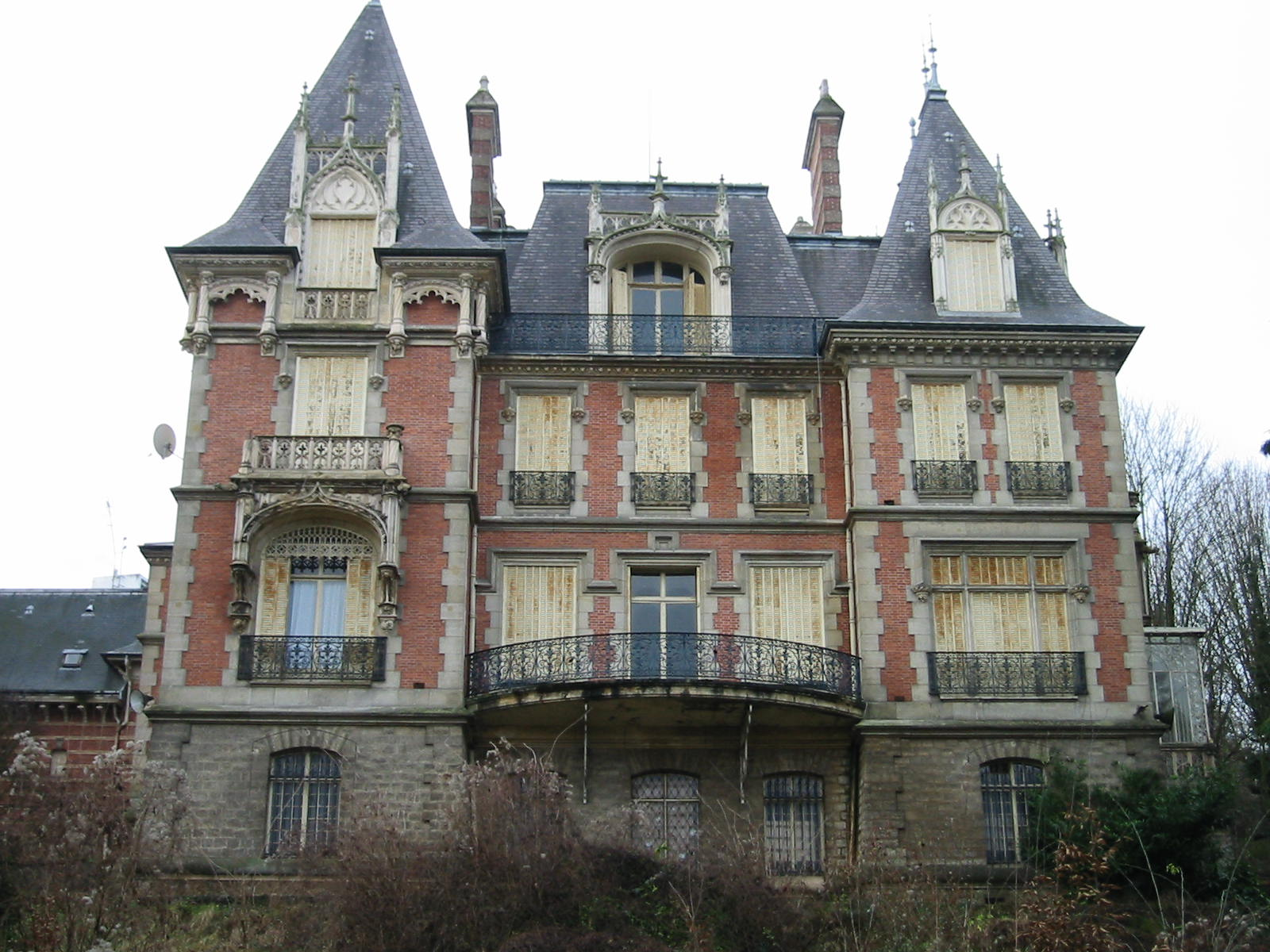
Château des Montalets vu du parc des Montalets, à ne surtout pas confondre avec l'ancien château des Montalais de Meudon

Le château des Montalets est une maison de maître, qui existe encore et se situe aujourd'hui au 19 boulevard Anatole-France dans le quartier de Meudon-sur-Seine, dans la ville de Meudon, dans les Hauts-de-Seine dans la région Île-de-France, en France.

## Origine du nom
Le château doit son nom au lieu-dit les Montalais. Ce lieu-dit donne son nom à un vaste domaine, qui s'appelle d'ailleurs couramment dans le temps : "Les Montalais". On retrouve sur le plan cadastral de Meudon de 1816 la délimitation des Montalais.
Déjà à l'époque, ce domaine est parfois écrit « Montalets » à la suite d'une erreur d'orthographe. C'est cette erreur même qui s'inscrira dans le temps pour donner son nom à une belle propriété que l'on appellera - pompeusement selon certains meudonnais - dans les années 1990 le château des Montalets. Ce dernier n'est pas construit sur le domaine, mais à côté du domaine des Montalais. C'est pourquoi on confond souvent le château des Montalets avec l'ancien château des Montalais construit sur l'ancien domaine des Montalais, château aujourd'hui détruit. On le confond parfois aussi avec l'hôtel des Montalais, première bâtisse construite sur le domaine des Montalais ; bâtisse qui existe encore et se situe aujourd'hui au 23 route des Gardes.

## Galerie de photographies

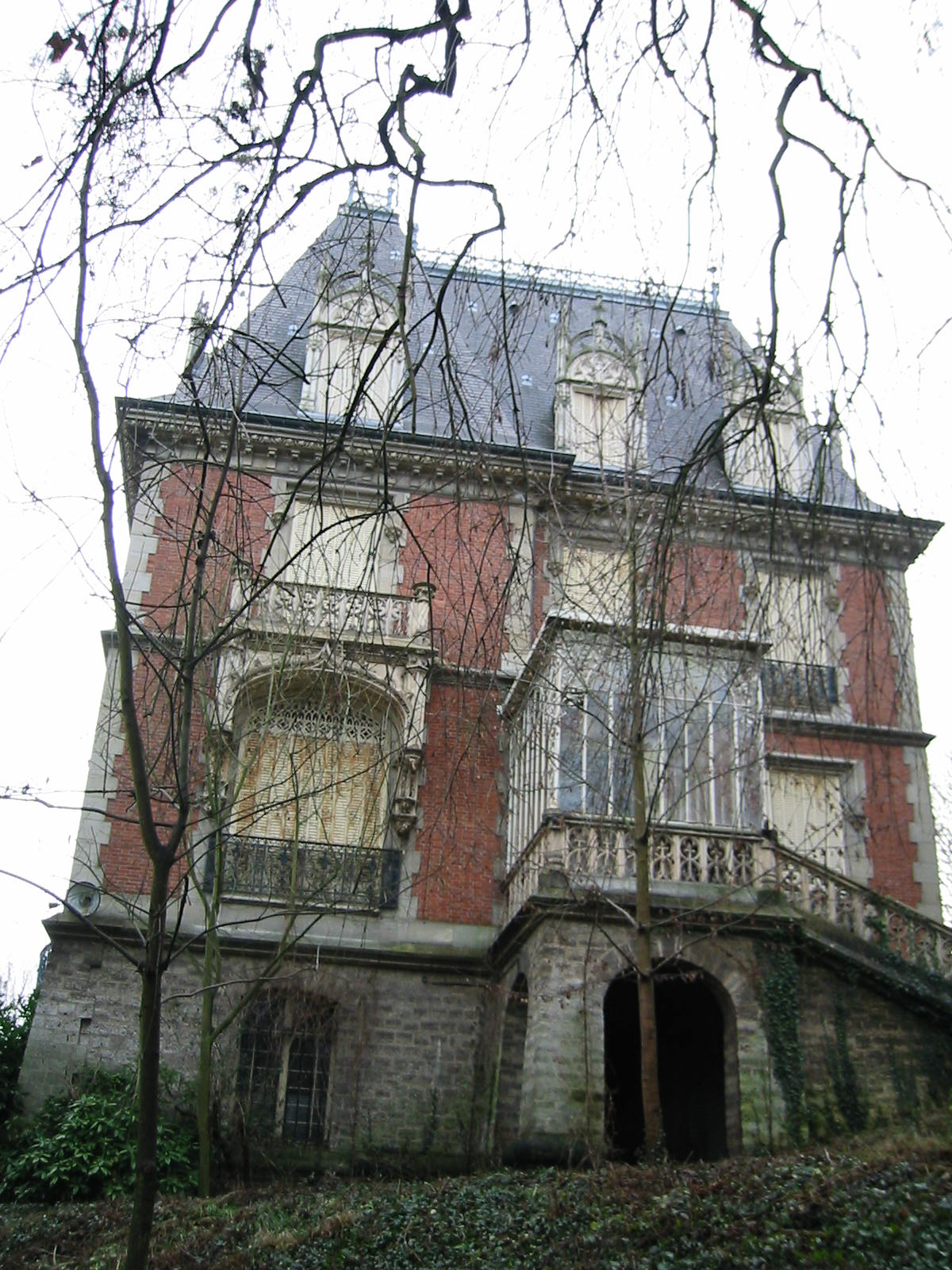
Château vu du parc côté droit
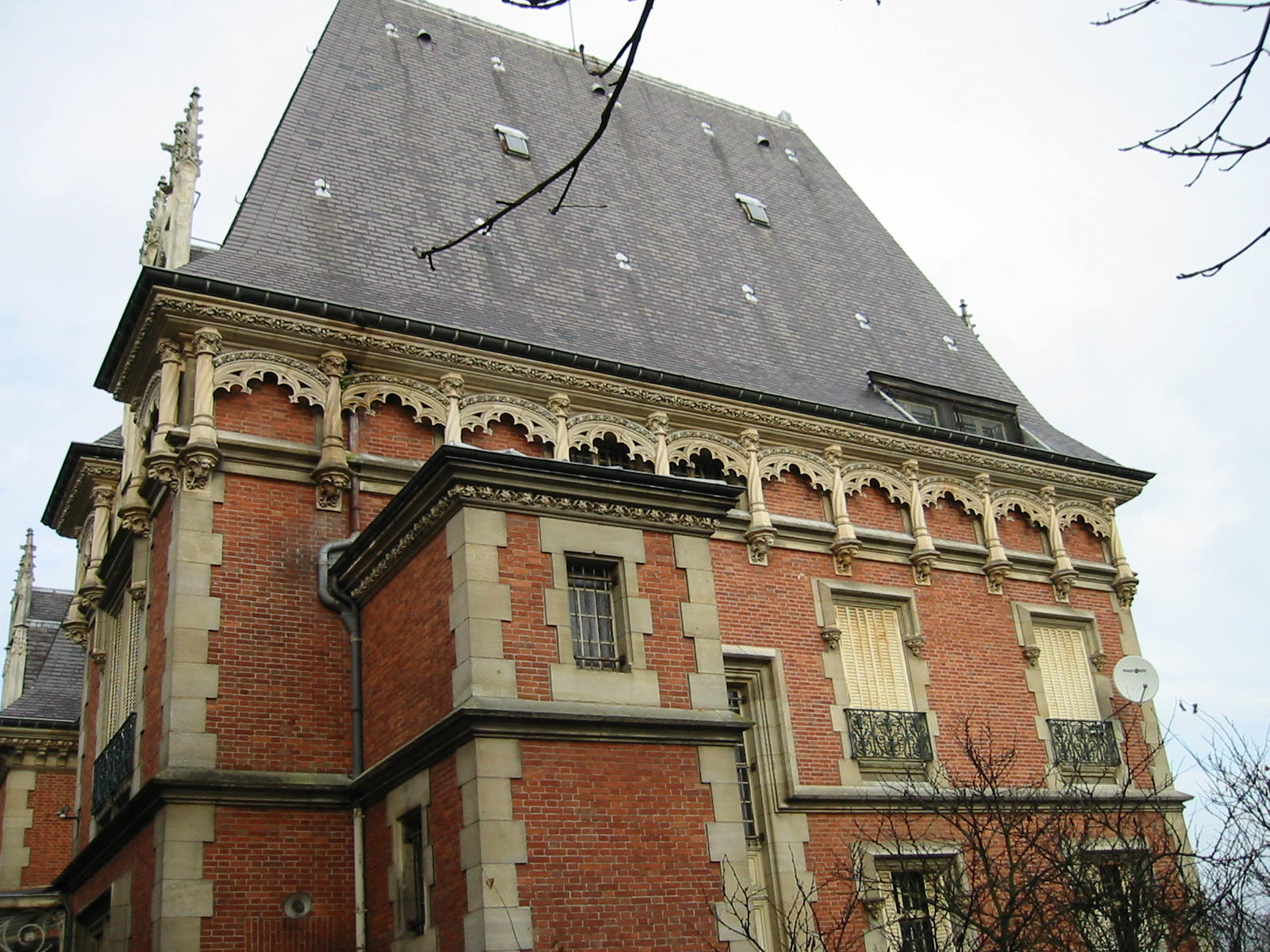
Château vu du parc côté gauche
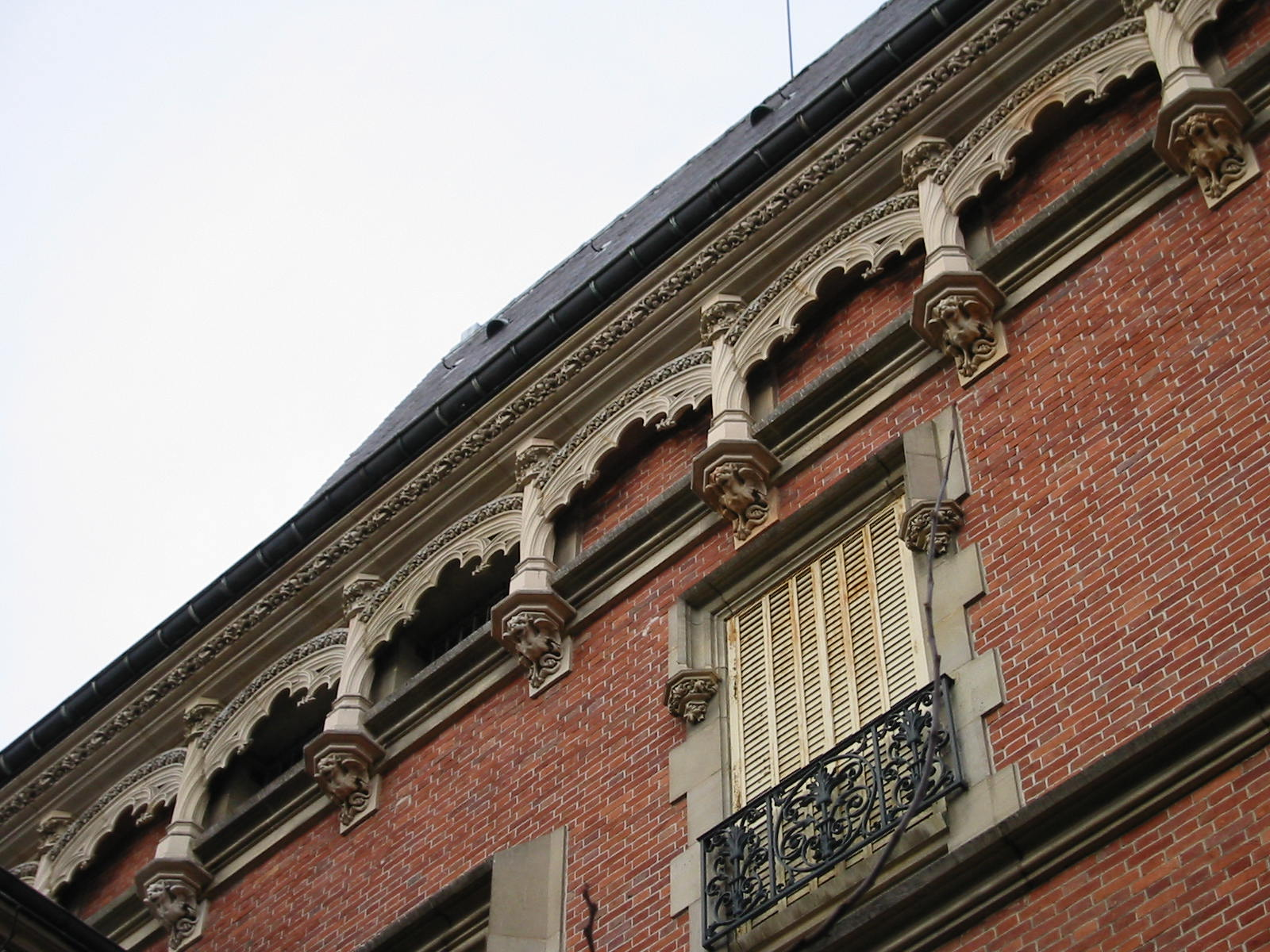
Frises externes
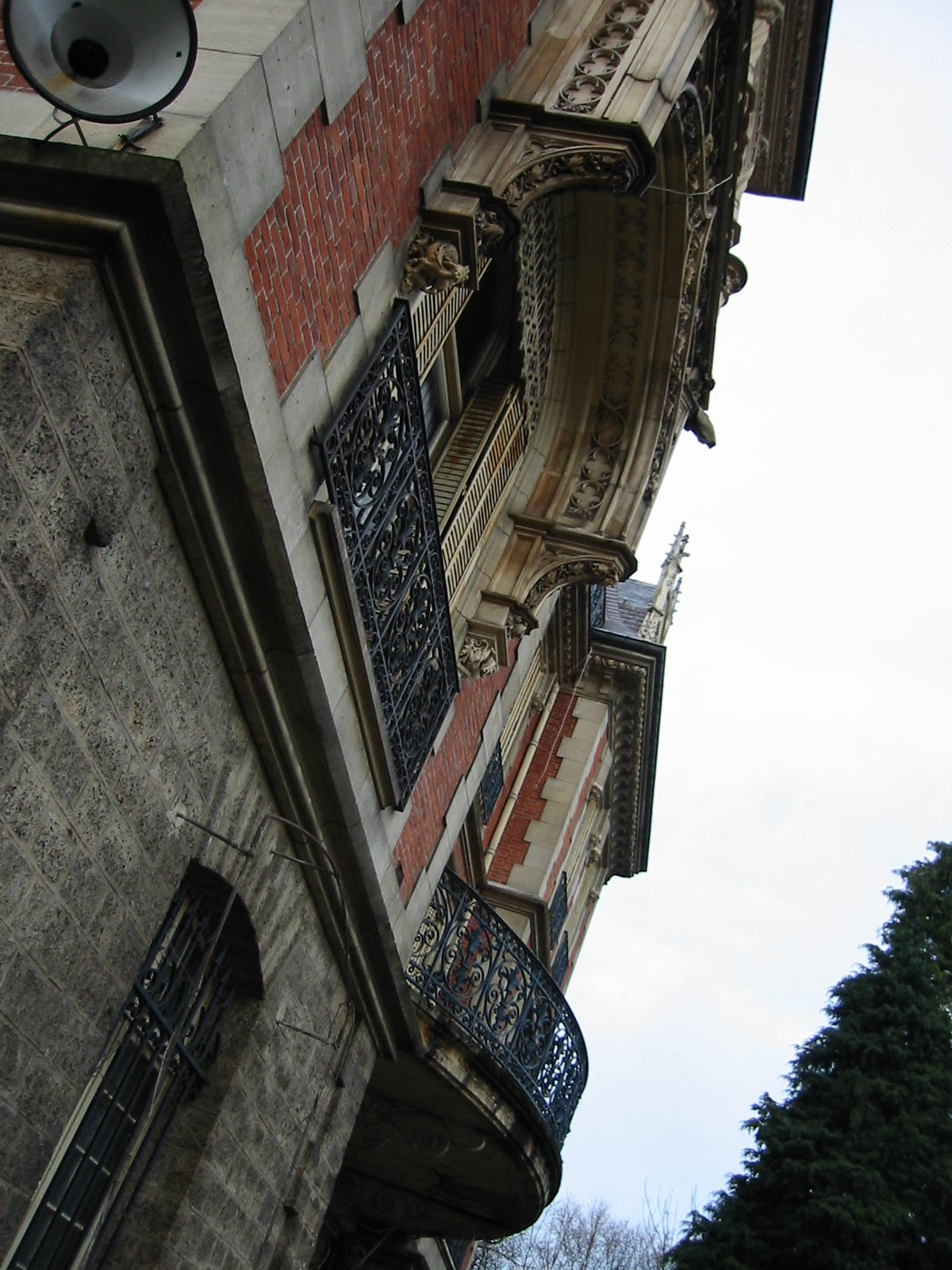
Détail du mur
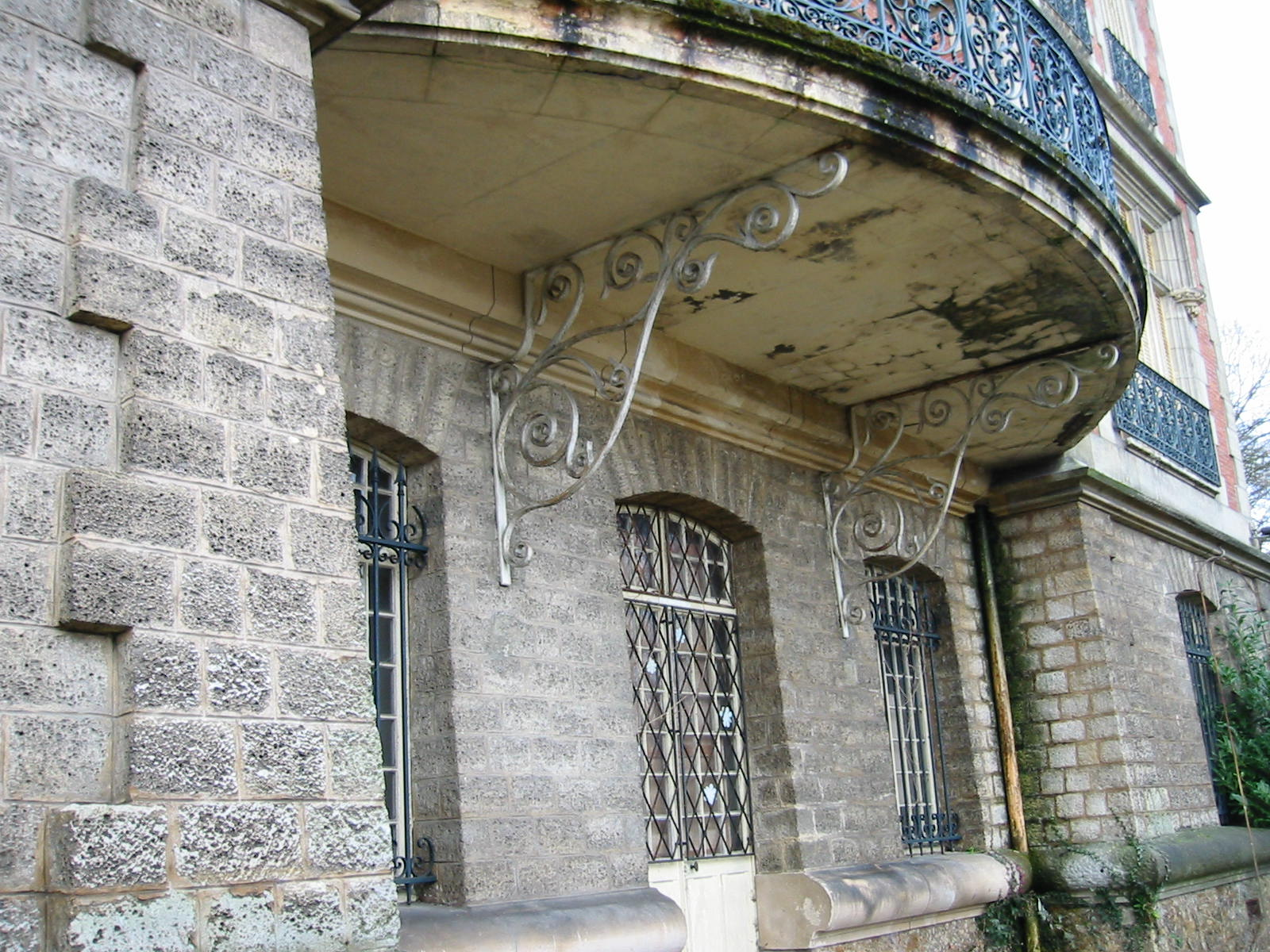
Détail du mur du rez-de-jardin
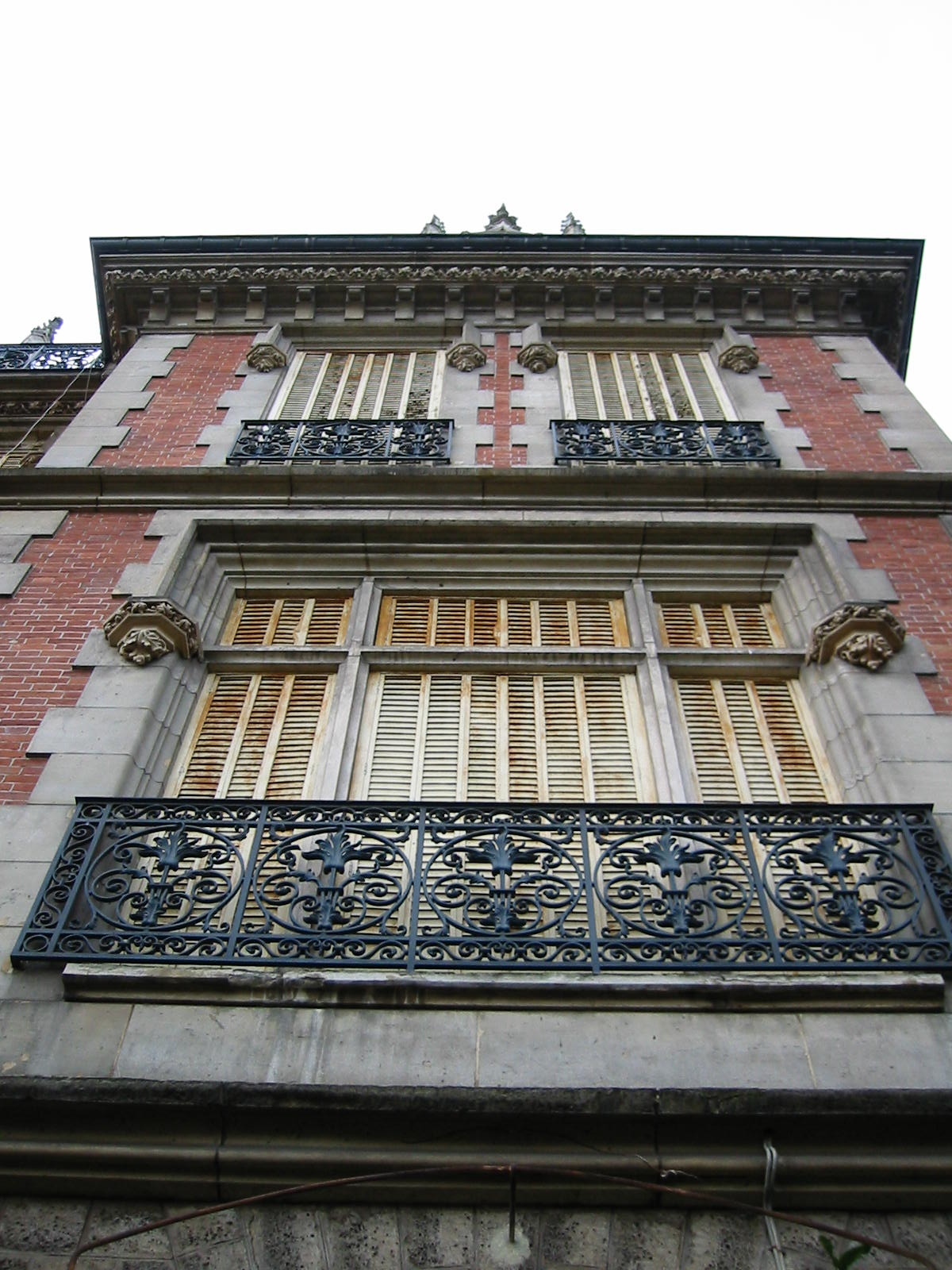
Château vu d'en bas
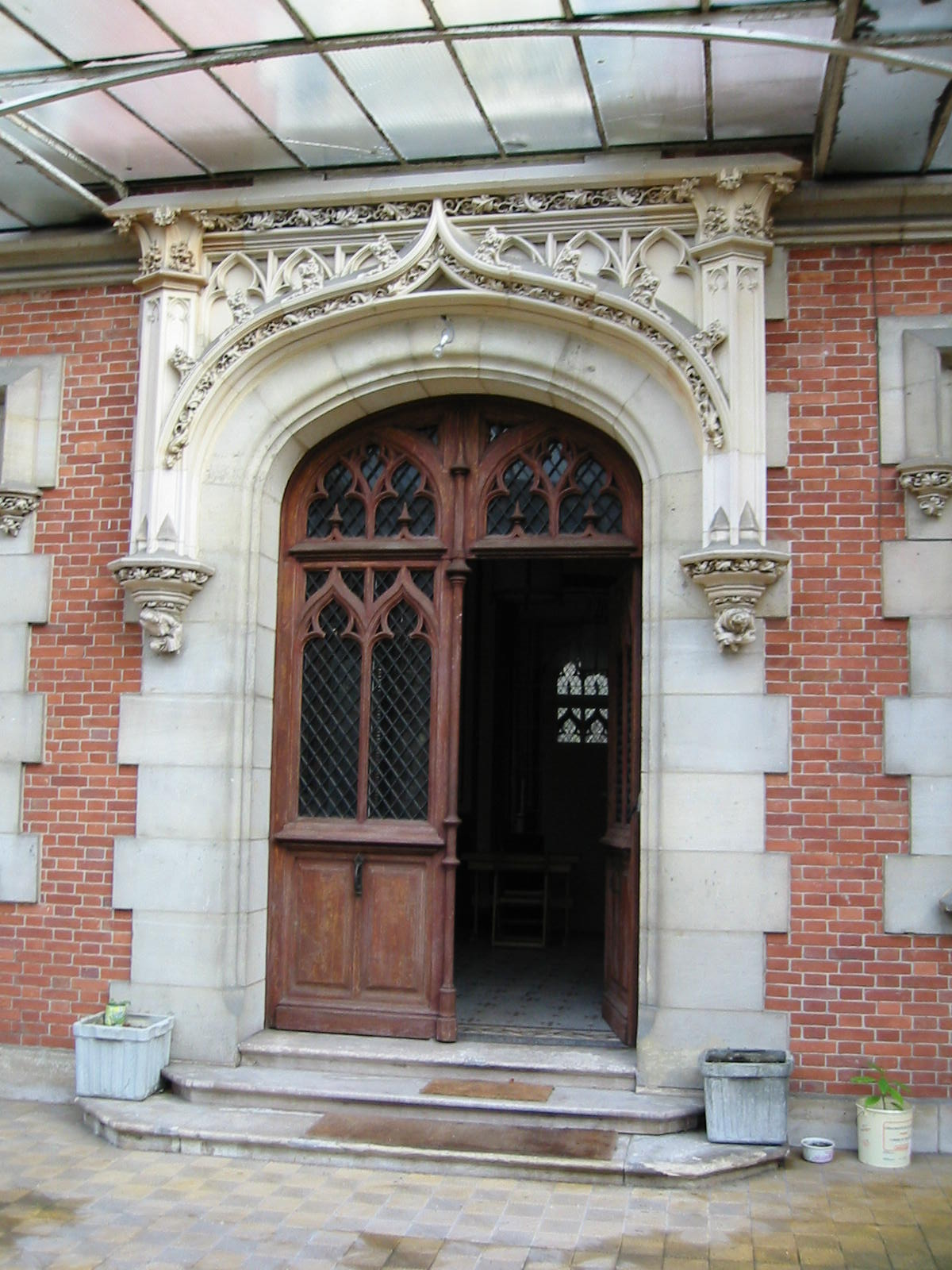
Porte d'entrée
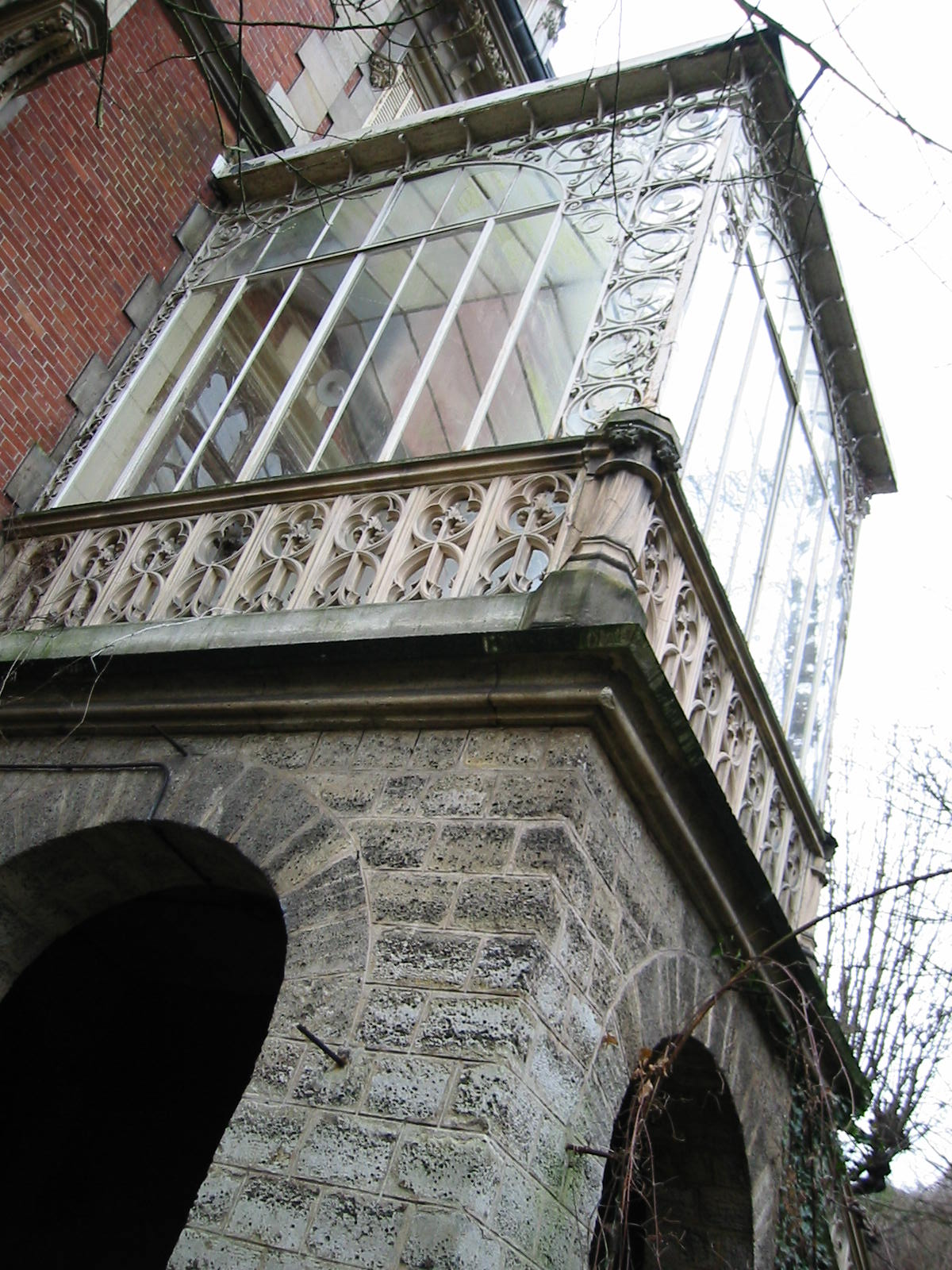
Verrière

## Histoire

### Construction du château

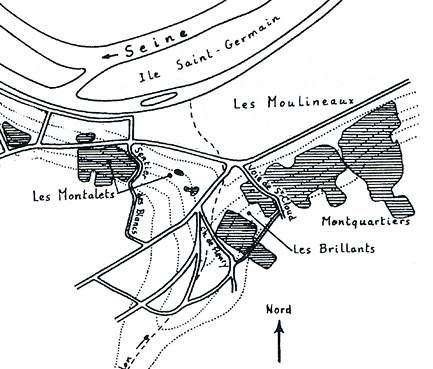
Sur cette vieille carte des carrières des Meudon de l'Inspection Générale des Carrières, on voit que le château est construit juste au-dessus des carrières des Montalets.

Dans la deuxième partie du XIXe siècle, l'ouverture du boulevard des Deux Gares (aujourd'hui boulevard Anatole-France) permet le lotissement des terrains. François Bouret qui exploite une zone des carrières des Montalets, décide alors de construire une grande demeure néo-gothique et l'entoure d'un beau parc muré. L'inondation des deux niveaux inférieurs des carrières, à la suite d'un grave accident, met en question la solidité des carrières et exige déjà à l'époque des travaux très coûteux. Toutes les tentatives pour dégager l'eau des deux niveaux inférieurs sur les 5 niveaux de carrières échoueront. Monsieur Bouret meurt en 1907 et laisse sa propriété à sa femme.

### Acquisition par la mutuelle des PTT
Au XXe siècle, la mutuelle des PTT en devient propriétaire pour en faire un orphelinat pour les orphelins des agents des PTT. Elle finit par le vendre à la ville de Meudon.

### Acquisition puis revente par la ville de Meudon
La ville envisage d'abord d'en faire une école, voire une autre utilisation. Le comité de sauvegarde des sites de Meudon se félicite d'ailleurs du plan d'aménagement de la ville.

« 26 - "Chateau" des Montalets. Le comité de sauvegarde des sites de Meudon se félicite que le projet de plan d'aménagement reconnaisse l'intérêt de conserver ce bâtiment de grande qualité architecturale et en excellent état. Il demande qu'il soit affecté à un ou plusieurs équipements publics, par exemple pour reloger le mini-club et l'école de danse actuellement installés sur le terrain du groupe scolaire. Les installations annexes qui découlent de ces utilisations de l'immeuble doivent être intégrées dans le plan d'aménagement de la ZAC. En particulier, l'implantation d'un parking, sans destruction d'espaces verts, est indispensable à une utilisation publique de ce bâtiment. La préservation du parc est nécessaire pour mettre en valeur le bâtiment, maintenir le caractère verdoyant des coteaux et participer au Parc de Hautes-Rives. Ce parc pourrait s'inspirer des réalisations des parcs Paumier et Gauer. Il devrait ensuite faire l'objet d'une inscription en espace boisé classé à conserver. »

— Comité de sauvegarde des sites de Meudon, Bulletin no 84 - Page 13, 1994
Mais le château se situe au-dessus des carrières des Montalets, de très grandes carrières sur 5 niveaux, avec plusieurs kilomètres de galeries, dont plusieurs niveaux sont inondés. La ville décide alors de s'en séparer et de le mettre en vente,.
Mis en vente dans une agence immobilière de la place Rabelais de Meudon, il restera longtemps abandonné.
Le château est finalement vendu pour la somme de 2,2 millions d'euros en 2003.

« Cession d’un Hôtel Particulier dit Château des Montalets, d’une annexe et d’un parc, parcelle AI 653 (provenant de la division de la parcelle AI 78) sise 19 Boulevard Anatole France d’une superficie de 5 595 m². Ce bien situé dans la zone d’aménagement concerté Les Montalets créée par délibération du 19.06.1991, a été acquis en 1997 pour la construction d’un groupe scolaire de 16 classes. Mais, consécutivement à la modification du Plan d’Aménagement de Zone de ladite ZAC par délibération du conseil municipal en date du 29 juin 2000, le groupe scolaire a dû être implanté le long de l’avenue de Verdun (et non plus au 19 Boulevard Anatole France). De ce fait, la Ville n’avait plus lieu de conserver cette propriété dans le patrimoine communal. L’Hôtel Particulier a été vendu le 08 août 2003. La Ville conserve néanmoins 7 017 m² de terrain en vue de la création d’un parc public, parcelle AI 654 (provenant de la division de la parcelle AI 78). 
Cette propriété est constituée : 

a) d’une grande villa de deux étages avec grenier, chaufferie, plusieurs caves, cave à charbon, grande cave à vin.

b) d’un bâtiment élevé sur caves avec chaufferie, d’un grand hall à usage de garage et d’entrepôt, d’une petite cour avec buanderie. Au rez-de-chaussée : un logement de gardien. Au premier étage : cinq chambres.

c) d’un jardin potager avec serre et remise à outils de jardinage.

d) d’un grand parc. 

Cette cession a été : 

- décidée par délibération du conseil municipal en date du 26 septembre 2002 pour la mise en vente de l’Hôtel particulier et par délibération du conseil municipal en date du 30.06.2003 autorisant Monsieur le Maire à signer l’acte de vente, 

- entérinée par acte authentique en date du 08.08.2003, moyennant un prix de 2 200 000 €. »

— Mairie de Meudon, Procès-verbal de la séance du conseil municipal du jeudi 3 juin 2004, page 17

### Mise en vente par appartements
Démembrée de son parc, la propriété est vendue à un marchand de biens. Le château et ses dépendances font alors une superficie totale de 1 350 m2 habitables sur un terrain de 5 595 m2. 
- Château : 930 m2
- Dépendances : 350 m2
- Maison du jardinier : 70 m2

Le marchand de biens le revendra en l'état par appartements sans le rénover.
Le château existe toujours et se situe aujourd'hui au 19 boulevard Anatole-France à Meudon.

### Articles externes
- Histoire des carrières des Montalets
- Carte complète des carrières des Montalets